# Twin Jet
Twin Jet è una compagnia aerea regionale francese, con sede a Aix-en-Provence.

## Storia
La compagnia è stata fondata nel maggio 2001. Il primo volo si è svolto durante lo stesso anno, in ottobre, tra Nîmes e Chateauroux.
La sede sociale si trova ad Aix-en-Provence (Bouches-du-Rhône), sul sito dell'ex base aerea 114.
Dalla primavera 2002 Twin Jet ha sviluppato una rete di linee regionali in Francia e in Europa, e propone più di 40 voli quotidiani. A partire dal primo settembre 2006 implementa il biglietto elettronico su tutte le linee servite. A seguire, il call center.
A partire da giugno 2008 la compagnia aerea inserisce la possibilità di acquisto on line sul proprio sito internet.
Nel gennaio 2017 acquista ed integra la conterranea Hex'Air.

## Flotta
- 13 Beechcraft 1900D

## Altre attività
- Aviazione di affari: noleggio di un aereo con equipaggio, destinazione scelta dal cliente.
- Voli charter: trasporto di squadre di sport, missioni di relazioni pubbliche, trasferì di gruppo
- Evacuazioni sanitarie: evacuazioni con due base principali: Le Bourget e Marsiglia